# Călărașeuca, Ocnița
Călărașeuca (în ucraineană Каларашовка, transliterat: Calarașovca) este satul de reședință al comunei cu același nume din raionul Ocnița, Republica Moldova. 
În apropiere este amplasată mănăstirea omonimă, precum și rezervația peisagistică Călărașeuca.

## Demografie

### Structura etnică
Structura etnică a satului conform recensământului populației din 2004:
| Grup etnic         | Populație | % Procentaj |
| ------------------ | --------- | ----------- |
| Ucraineni          | 1.564     | 90,67%      |
| Moldoveni / Români | 104       | 6,03%       |
| Ruși               | 50        | 2,9%        |
| Găgăuzi            | 3         | 0,17%       |
| Alții              | 4         | 0,23%       |
| Total              | 1.725     | 100%        |

## Galerie de imagini

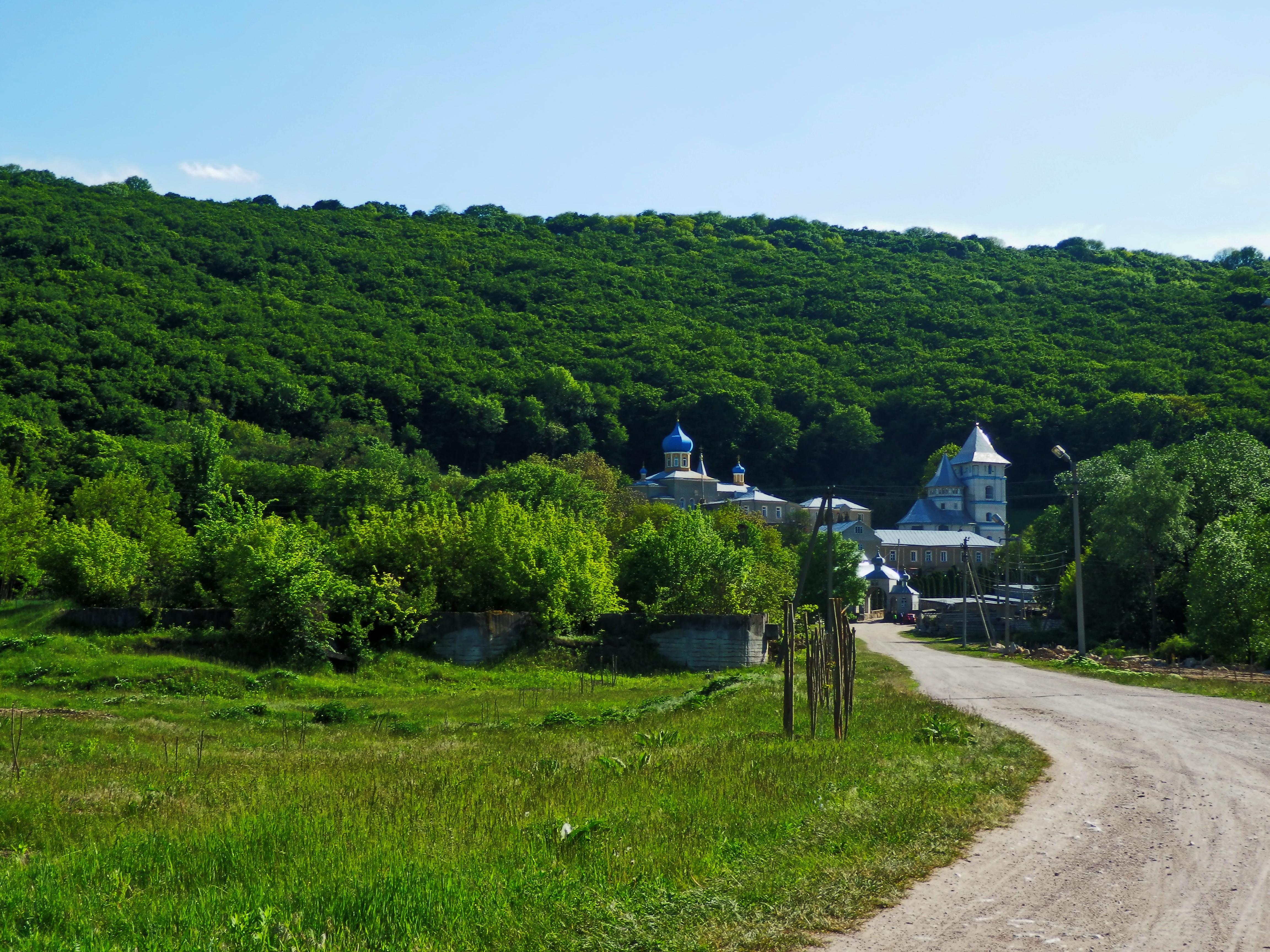
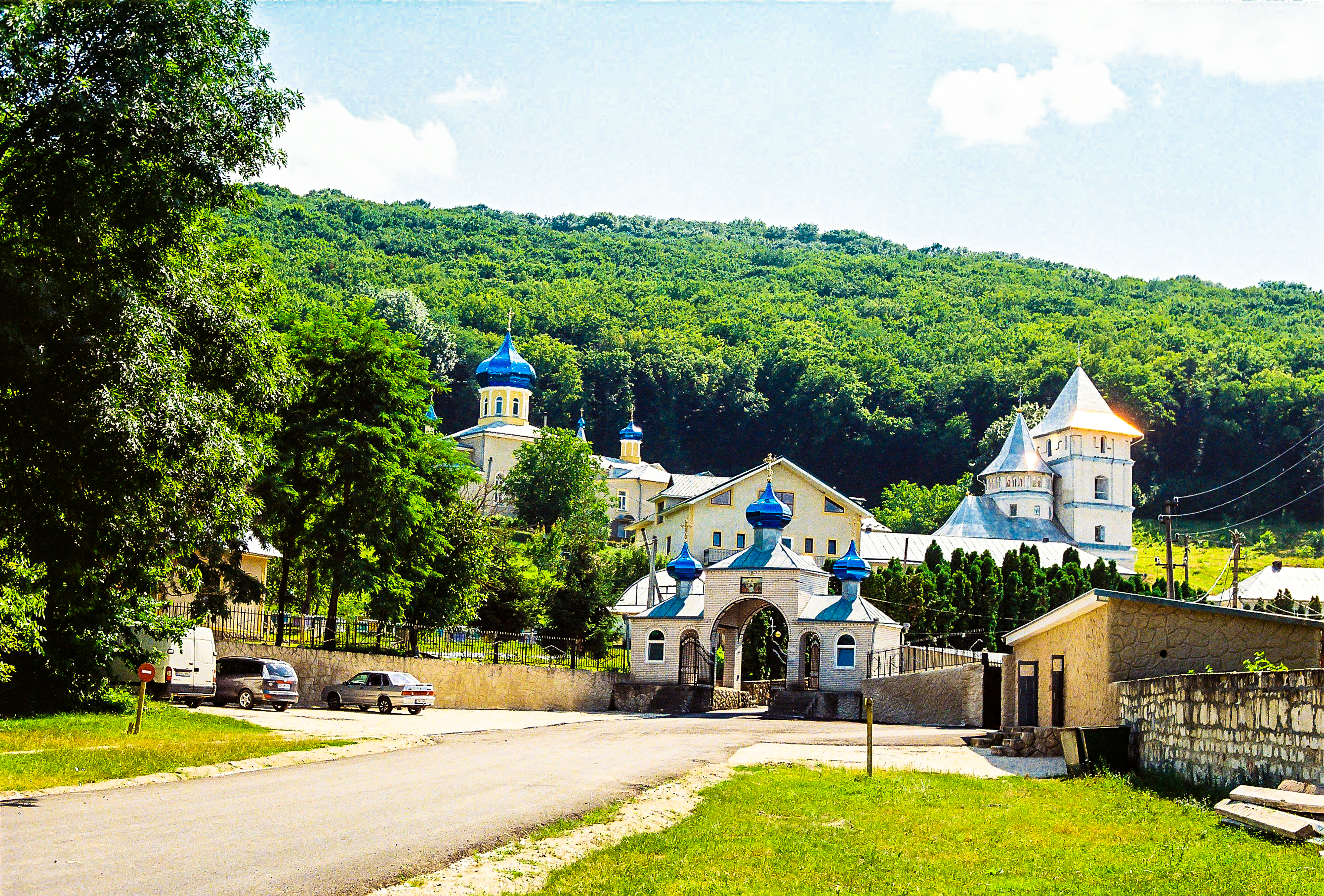
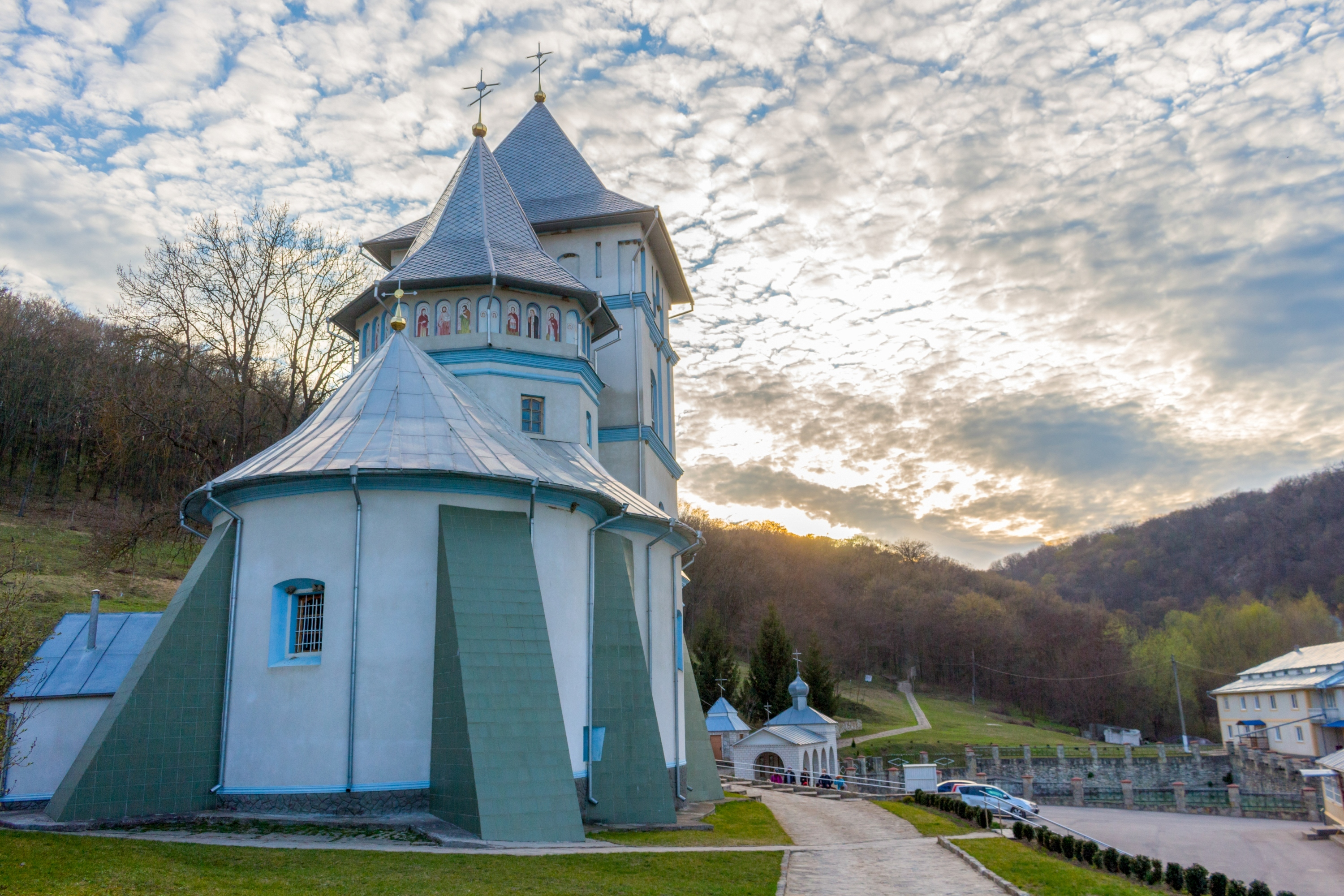
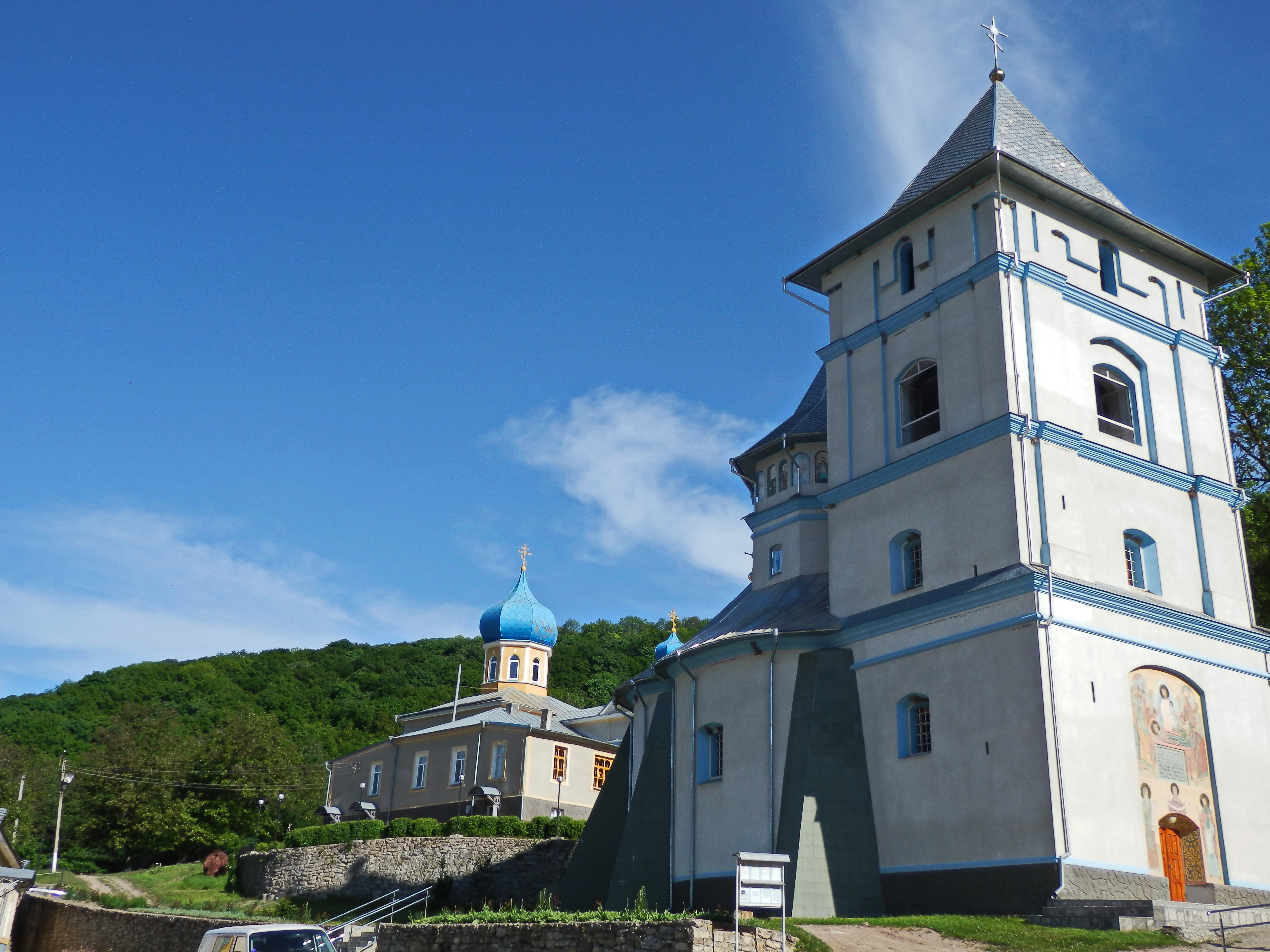
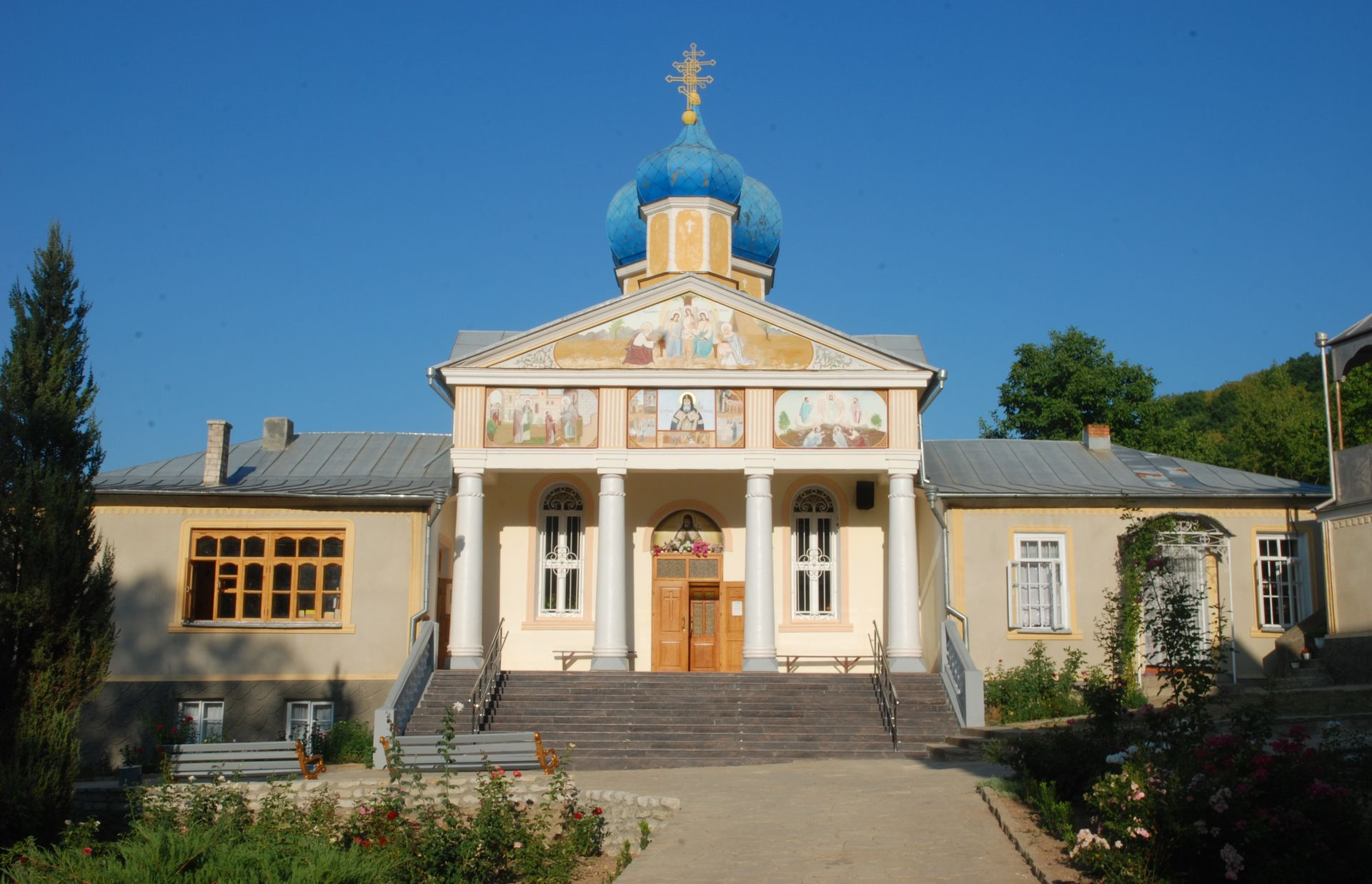

Mănăstirea Călărașeuca, amplasată la sud de localitate.
Podul turcesc de la Călărașeuca

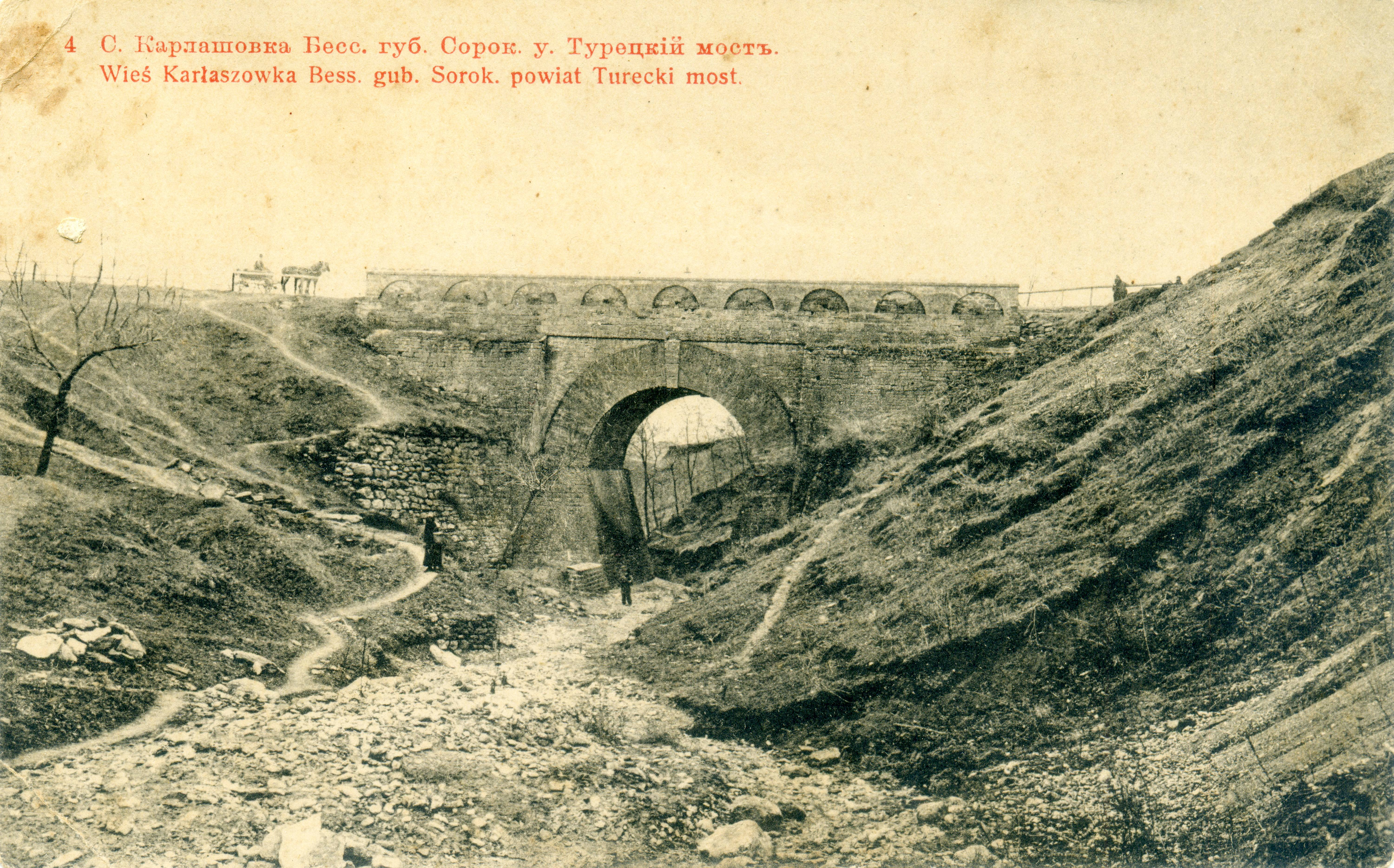
Podul turcesc de la Călărașeuca, imagine de la sf. sec. al XIX-lea.
Podul în prezent.
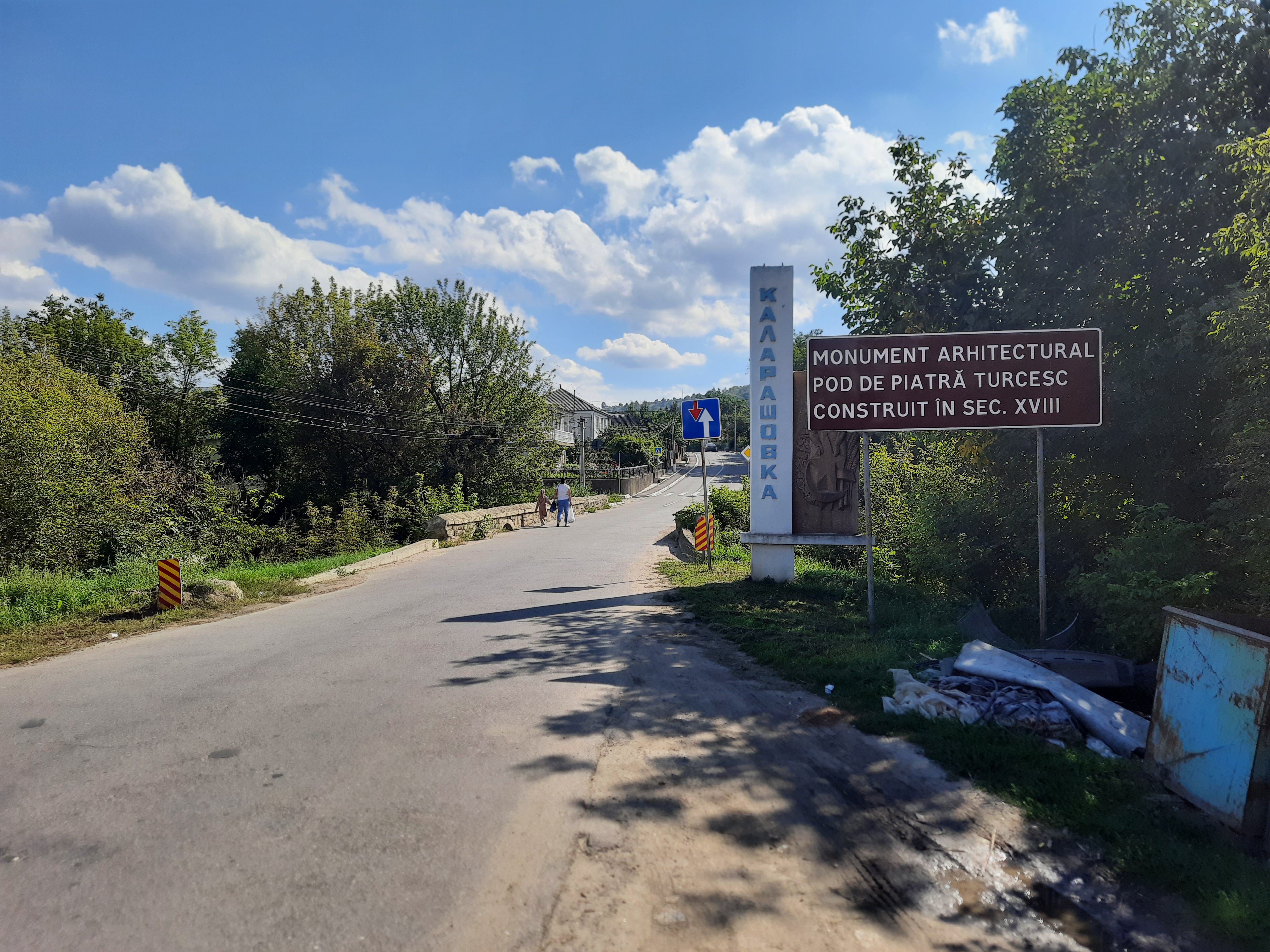
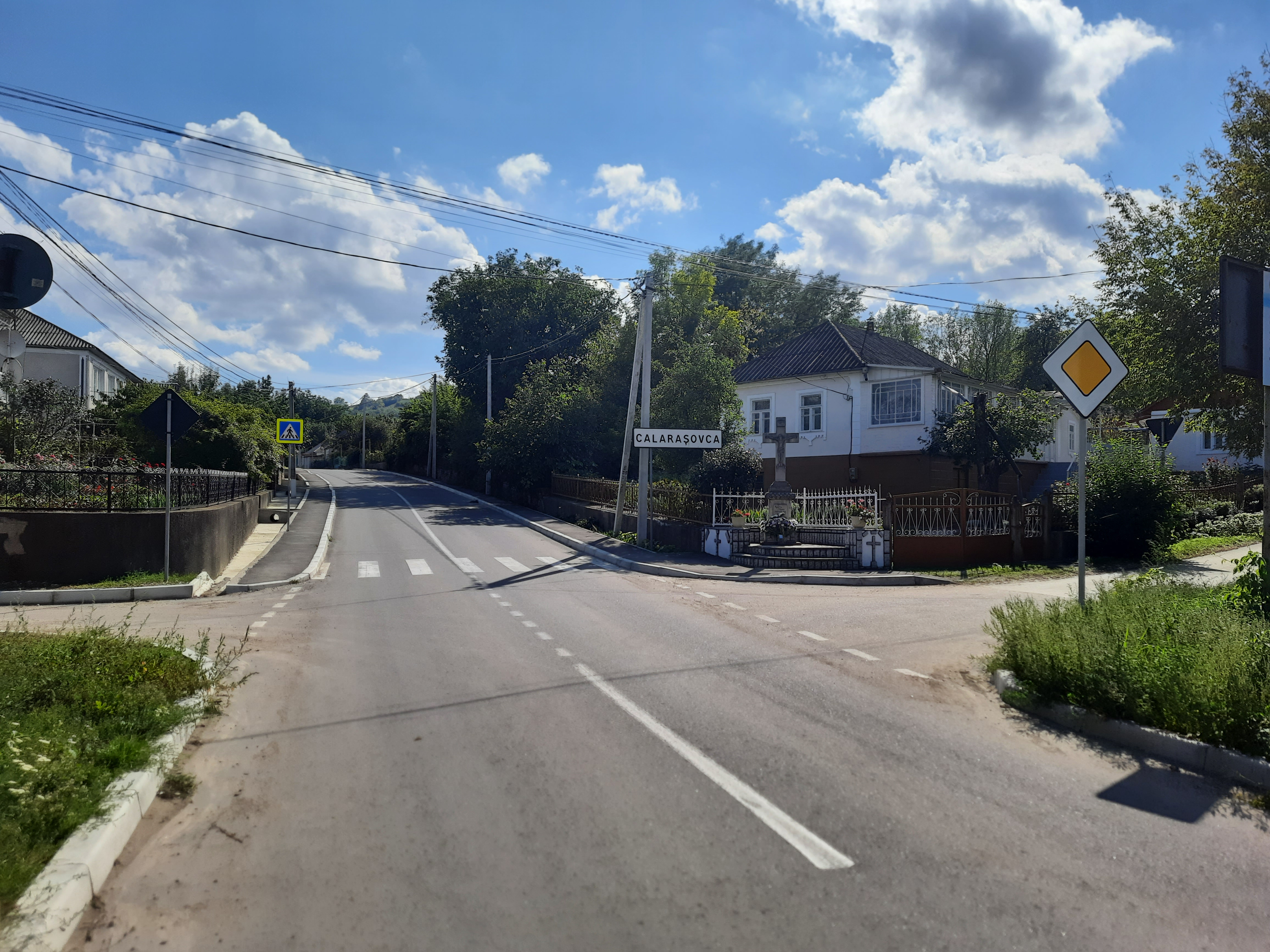

Natura locului

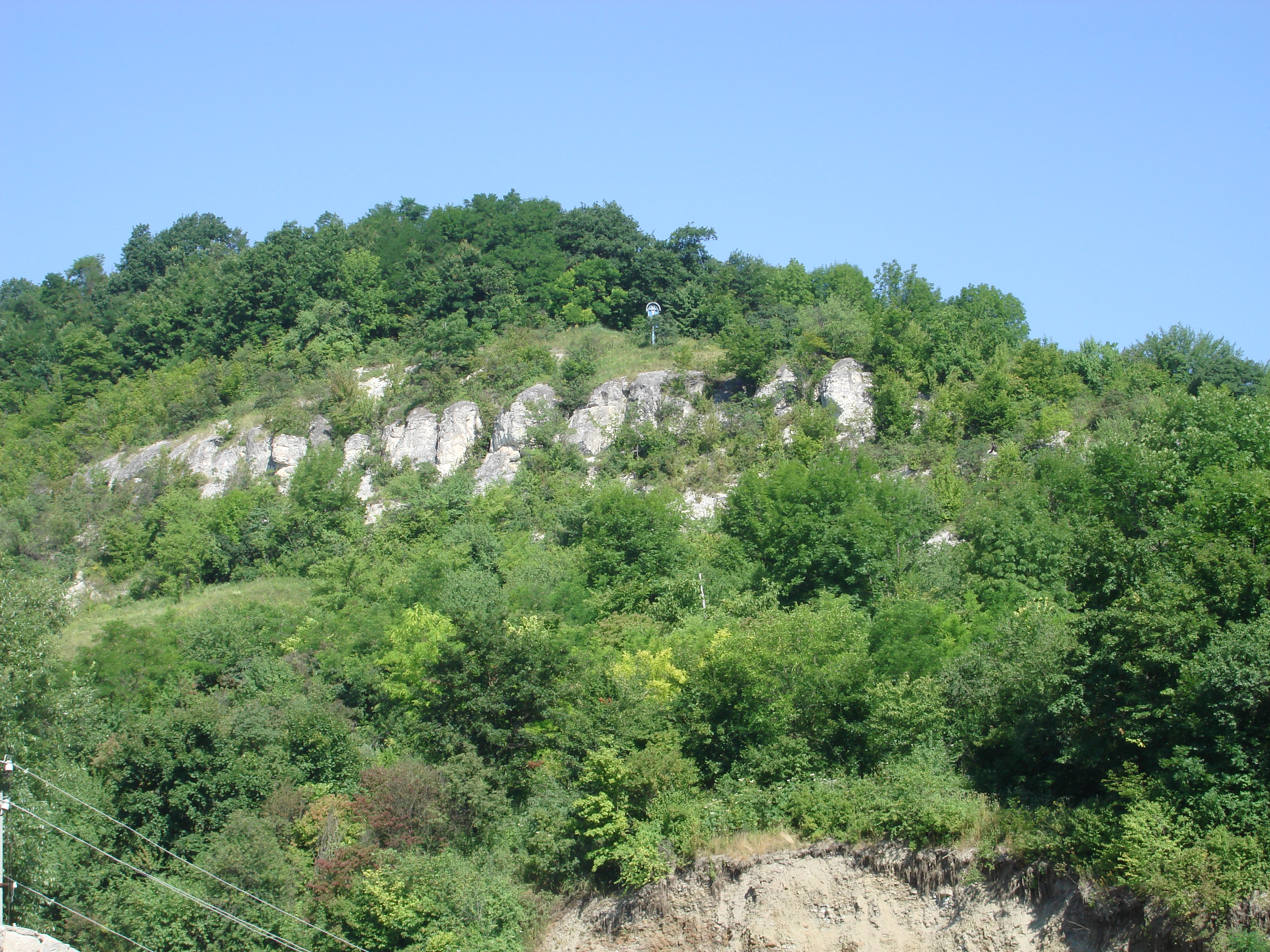
Formațiuni calcaroase lângă mănăstire.
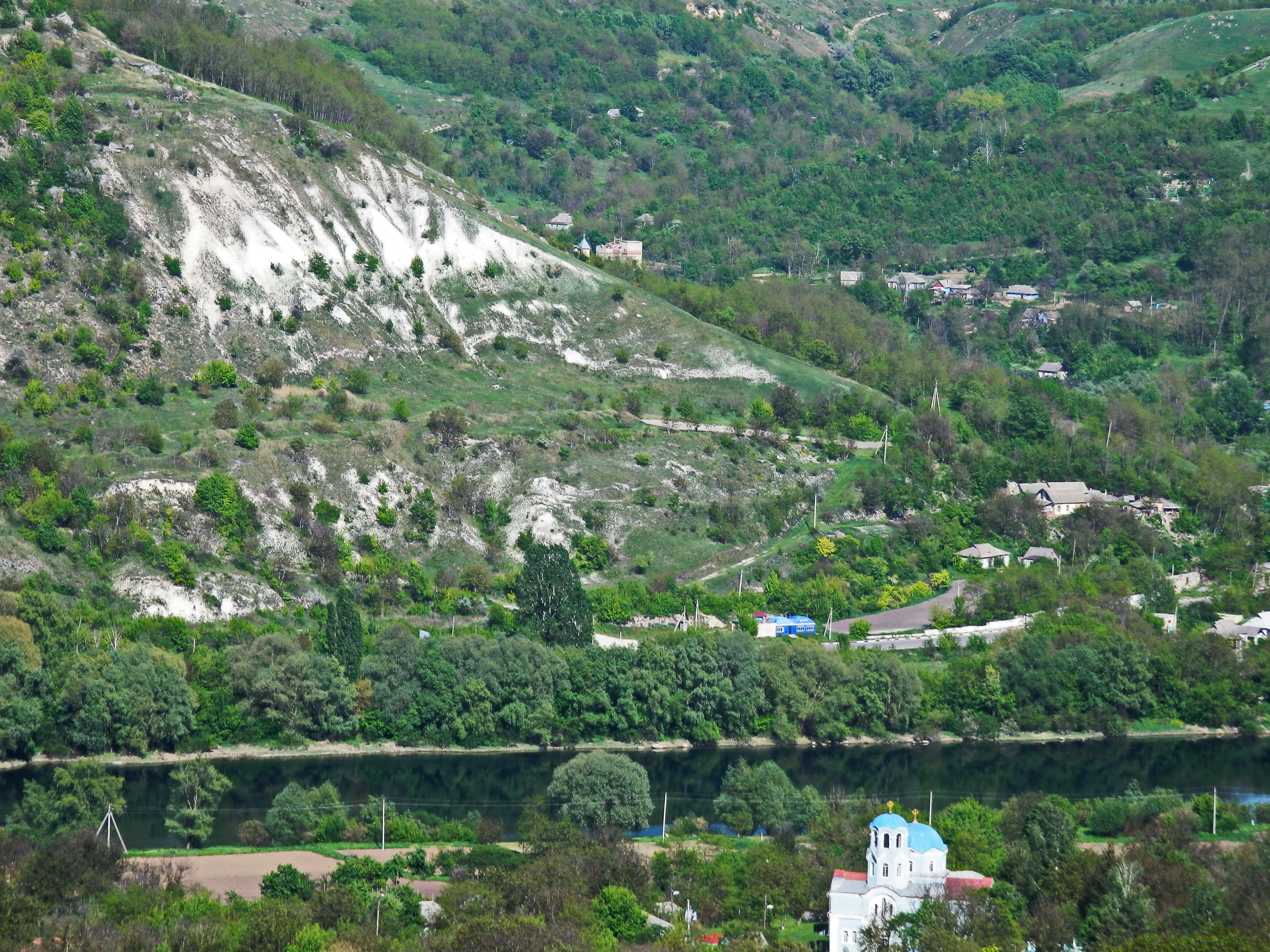
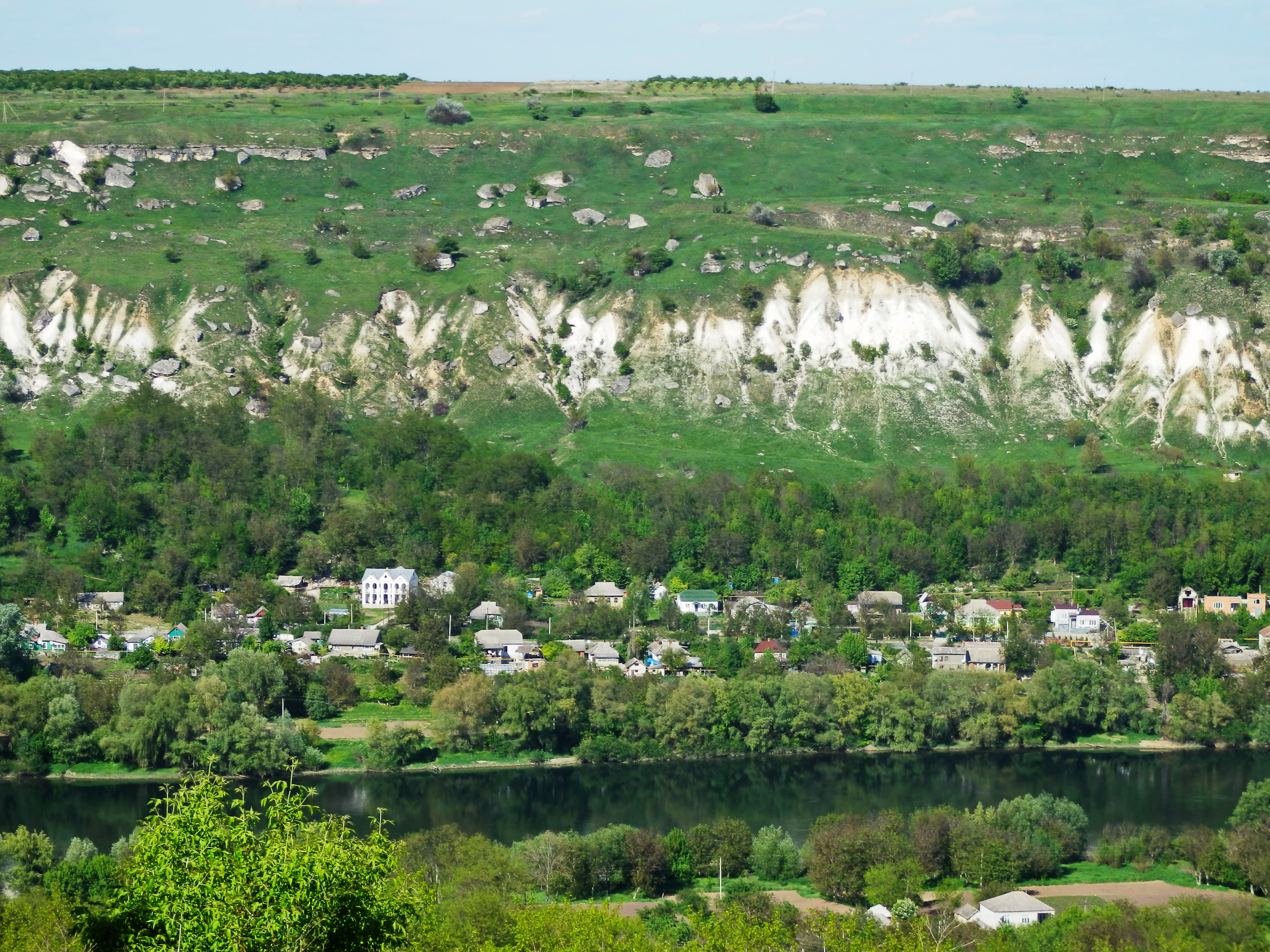
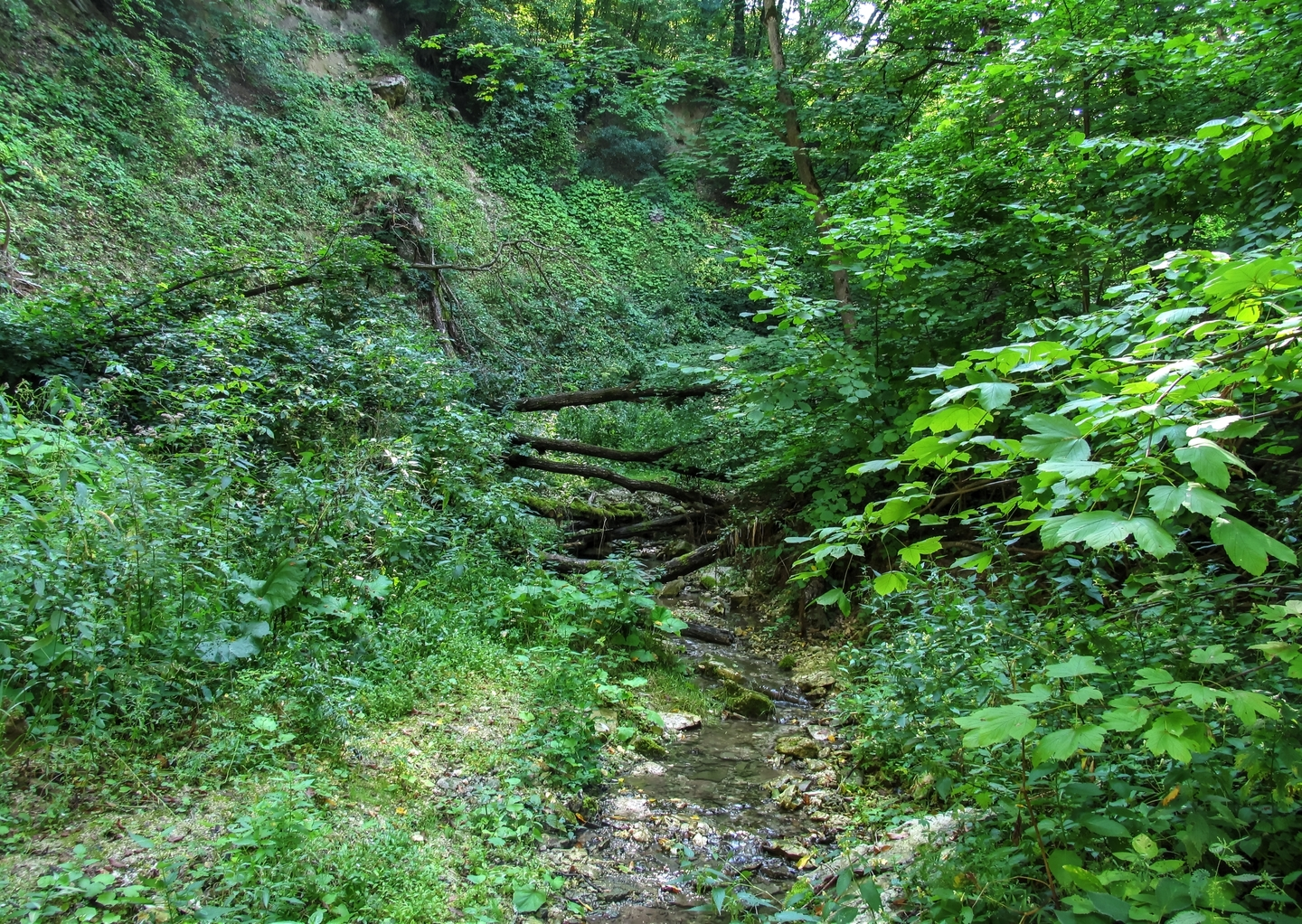
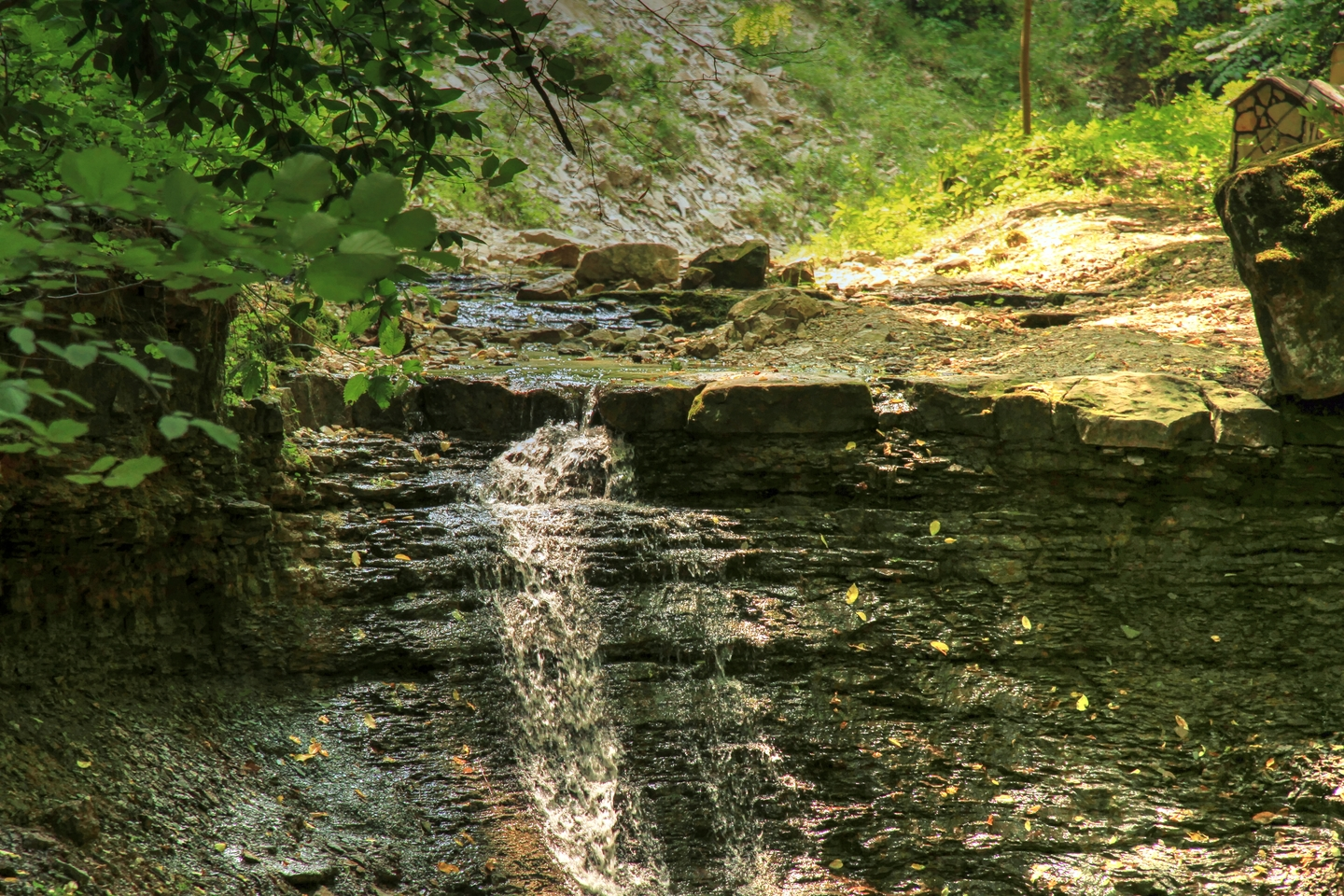
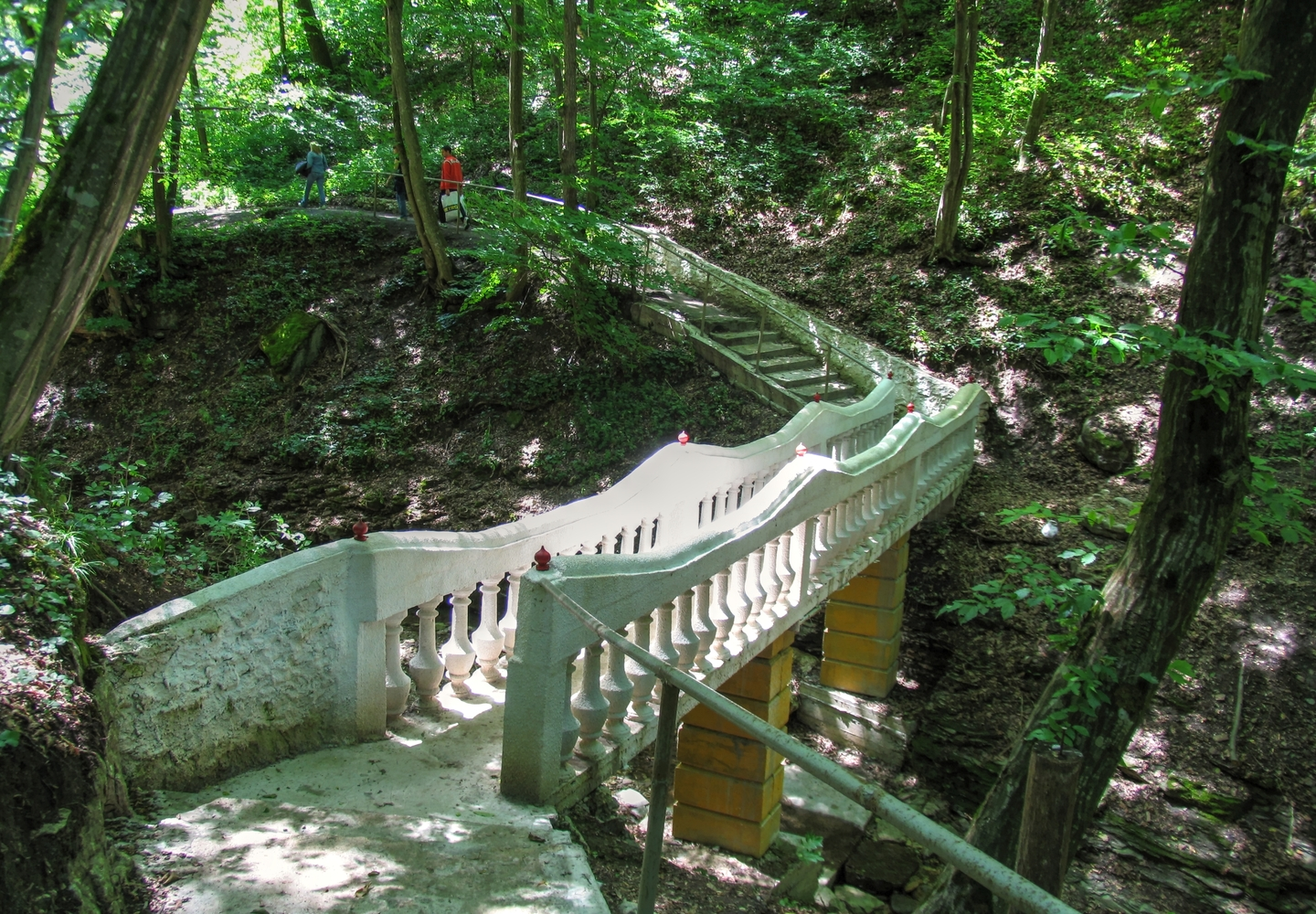

## Legături externe
- Materiale media legate de Călărașeuca la Wikimedia Commons